# Sobiranistes
Sobiranistes és un organització política d'esquerres, republicana i sobiranista catalana creada com a plataforma política l'any 2018 i com a partit polític el 2019. L'organització està liderada perJoan Josep Nuet, inicialment també comptava amb el lideratge d'Elisenda Alamany, fins que aquesta organitzà una altra formació.
Amb l'acompanyament de Comunistes de Catalunya, Sobiranistes va arribar un acord de coalició amb Esquerra Republicana de Catalunya per a les eleccions generals de 2019, obtenint la representació al Congrés dels Diputats amb Joan Josep Nuet i al Senat amb Adelina Escandell.

## Història
Sobiranistes es presentà públicament com a plataforma de caràcter polític liderada pels diputats de Catalunya en Comú-Podem Elisenda Alamany i Joan Josep Nuet, llavors també secretari general de Comunistes de Catalunya. Sota el lema Som comuns, som sobiranistes, la plataforma es va donar a conèixer en una sala de la Casa Golferichs de la ciutat de Barcelona el 23 d'octubre de 2018.
L'objectiu de la plataforma era el de redreçar el rumb del que, segons que diuen, era la deriva dels comuns i es van mostrar molt crítics amb el paper que havia tingut Iniciativa per Catalunya Verds a Catalunya en Comú-Podem. En particular els acusaven d'haver deixat de banda el sobiranisme. En la presentació, Nuet va acusar l'entorn d'Ada Colau de desmantellar l'equip de Xavier Domènech i va retreure a Gala Pin les desqualificacions personals, mentre que Alamany va dir que assumiria les conseqüències que tindria la creació de la plataforma.
La direcció de Catalunya en Comú va criticar en una carta la poca transparència d'Alamany, i diversos membres del partit, com Gala Pin o Jaume Asens van criticar que no es van seguir els mecanismes establerts per la formació.
El 21 de febrer de 2019 la plataforma va inscriure l'organització com a partit polític. L'11 de març de 2019, Elisenda Alamany es desmarca de Sobiranistes i va inscriure també el partit polític Nova.
Després del debat en si del comitè central de Comunistes de Catalunya, Sobiranistes es va presentar a les eleccions generals espanyoles de 2019 a través de la coalició Esquerra Republicana de Catalunya - Sobiranistes.
El 9 d'abril de 2021 Nuet va ser condemnat pel Tribunal Suprem a vuit mesos d'inhabilitació per a càrrec públic per un delicte de desobediència greu. Un cop inhabilitat Nuet, Sobiranistes manté a Adelina Escandell al Senat.
A les eleccions municipals de 2023, l'entorn de Sobiranistes es presentà en diferents municipis amb Esquerra Republicana de Catalunya i altres actors de l'esquerra sobiranista com Guanyem Badalona. A les eleccions generals de juliol de 2023, es presentà novament en coalició amb Esquerra Republicana de Catalunya, deixant d'utilitzar el nom de Sobiranistes a nivell electoral